# 巨塔玉黍螺
巨塔玉黍螺（学名：Tectarius pagodus）是中腹足目玉黍螺科Tectarius的一种。主要分布于台湾，常栖息在潮间带。